# Johann Fritz
Pour les articles homonymes, voir Fritz.
Johann Peter Fritz était l'un des facteurs de pianos les plus réputés de Vienne.

## Biographie
Ses pianos étaient appréciés pour leurs qualités et leur caractère mélodieux. On sait que Giuseppe Verdi aimait beaucoup les pianos de Johann Fritz et qu'il a utilisé le piano viennois Fritz à 6 pédales de Rigoletto en 1851 à Aida en 1871. On peut voir ce même piano dans la Villa Verdi du compositeur, dans la province de Piacenza en Italie. 
Certains instruments de Fritz sont présentés dans des musées tels que le Musée des instruments de musique de Milan, le Musée des beaux-arts de Boston, le Finchcocks Charity for Musical Education de Tunbridge Wells, dans le Kent et l'une des copies modernes des pianos de Johann Fritz, réalisée par Paul McNulty, se trouve à l'université de Ratisbonne, en Allemagne.
Après la mort de Johann Fritz en 1834 à Vienne, son fils Joseph poursuit l'entreprise. Il aurait déplacé son atelier à Graz à la fin des années 1830, après 1837.

## Enregistrements
- Anneke Scott, Steven Devine. Ludwig van Beethoven. Beyond Beethoven: Works for natural horn and fortepiano. Resonus
- Olga Pashchenko. Beethoven. Variations. Fritz 1818 (Christopher Clarke). Early piano series. CD 4.  Alpha-Classics
- Steven Lubin, the Academy of Ancient Music, Christopher Hogwood. Beethoven: Piano Concertos & Sonatas. Anton Walter 1795, Conrad Graf 1824 (Rodney Regier), Johann Fritz 1818 (Christopher Clarke).  L'Oiseau-Lyre
- Howard Shelley. Franz Schubert. Sonatas. Johann Fritz de 1814
- Malcolm Bilson, Tom Beghin, David Breitman, Ursula Dütschler, Zvi Meniker, Bart van Oort, Andrew Willis. Ludwig van Beethoven. The complete Piano Sonatas on Period Instruments. Salvatore Lagrassa de 1815, Gottlieb Hafner de 1835, Johann Fritz 1825, Walter (Paul McNulty), Walter (Chris Maene), Johann Schantz (Thomas & Barbara Wolf, Walter, Conrad Graf 1825 (Rodney Regier). Claves
- Franz Danzi. Music for piano and winds. Volume 2. Devine Music. Johann Fritz de 1814